# Torneo di Viareggio 2022
Il Torneo di Viareggio 2022 è stata la settantaduesima edizione del torneo calcistico internazionale, riservato alle formazioni giovanili e organizzato dal CGC Viareggio. La competizione si è svolta tra il 16 e il 30 marzo ed è stata vinta dal Sassuolo per la seconda volta nella sua storia.
La manifestazione torna ad avere luogo dopo che, a causa della pandemia di COVID-19, l'edizione 2020 è stata rinviata, prima dal 15 al 29 marzo 2021 e poi a data da destinarsi nel corso del 2021. Nell'agosto 2021 è stato comunicato un nuovo rinvio a marzo 2022.
Da questa edizione, il torneo è riservato alle formazioni Under-18 e non più alla categoria Primavera.

## Squadre partecipanti
Fonte:

### Squadre italiane
- Atalanta
- Bologna
- Carrarese
- Empoli
- Fiorentina
- Genoa
- Inter
- Milan
- Monterosi Tuscia
- Parma
- Pisa
- Pistoiese
- Pontedera
- Rappres. Serie D
- Sassuolo
- Siena
- SPAL

### Altre squadre europee
- Jóvenes Promesas -

### Squadre americane
- United Youth Soccer Stars -
- Westchester United -

### Squadre sudamericane
- Don Torcuato -

### Squadre africane
- Alex Transfiguration -
- Garden City Panthers -

### Squadre oceaniane
- APIA Leichhardt -

## Date
La cerimonia dei sorteggi si è svolta il 21 febbraio 2022, ore 11:00 CET.
| Fase          | Turno            | Sorteggio        | Date             |
| ------------- | ---------------- | ---------------- | ---------------- |
| Fase a gironi | 1º giornata      | 21 febbraio 2022 | 16-17 marzo 2022 |
| Fase a gironi | 2º giornata      | 21 febbraio 2022 | 18-19 marzo 2022 |
| Fase a gironi | 3º giornata      | 21 febbraio 2022 | 21-22 marzo 2022 |
| Fase finale   | Ottavi di finale | 21 febbraio 2022 | 24 marzo 2022    |
| Fase finale   | Quarti di finale | 21 febbraio 2022 | 26 marzo 2022    |
| Fase finale   | Semifinali       | 21 febbraio 2022 | 28 marzo 2022    |
| Fase finale   | Finale           | 21 febbraio 2022 | 30 marzo 2022    |

## Formato
La Viareggio Cup si svolge secondo la seguente formula:
- Le 24 squadre saranno divise in 6 gironi (1, 2, 3, 4, 5, 6), composti da 4 squadre. Saranno nominate, a giudizio insindacabile della Società organizzatrice, le teste di serie.
- Verranno quindi formati due gruppi A e B.

Il gruppo A comprenderà i gironi 1, 2, 3 e il gruppo B comprenderà i gironi 4, 5, 6.
Le squadre si incontreranno in gare di sola andata della durata di 90 minuti.
Le classifiche saranno redatte in base ai seguenti criteri: 3 (tre) punti per ogni gara vinta, 1 (uno) punto per ogni gara terminata in parità, 0 (zero) punti per la sconfitta.
In caso di parità di punteggio valgono i criteri in ordine elencati:
- Esito incontri diretti;
- Differenza reti negli incontri diretti fra le squadre a parità di punti;
- Differenza reti nel totale degli incontri disputati nel Girone;
- Maggior numero di reti segnate sul totale degli incontri disputati nel Girone;
- Età media più bassa della lista dei calciatori iscritti al Torneo;

Saranno ammesse alla fase successiva le due squadre meglio classificate di ciascun girone più le due migliori terze classificate dei tre gironi di ciascun gruppo, per un totale complessivo di 16 squadre.

### Ottavi di finale
Le 16 squadre così individuate sono ammesse alla fase ad eliminazione diretta. Sono formati gli accoppiamenti tra le 6 (otto) prime classificate, le 6 (sei) seconde classificate e le 4 (quattro) migliori terze classificate.
Saranno formati gli accoppiamenti nella maniera seguente. In ordine di classifica, le 4 (quattro) squadre prime classificate del Gruppo A formeranno il Gruppo 1 in qualità di teste di serie e formeranno gli Ottavi 1, 3, 5 e 7. Le 4 (quattro) seconde classificate del Gruppo A passeranno al Gruppo 2 e saranno abbinate per l’accoppiamento alle squadre teste di serie del Gruppo B. Così vale per il Gruppo B: le 4 (quattro) prime squadre classificate formeranno le teste di serie del Gruppo 2 e formeranno gli Ottavi 2, 4, 6 e 8. La 4 (quattro) squadre seconde classificate del Gruppo B saranno abbinate per gli accoppiamenti alle teste di serie del Gruppo A. In ordine inverso alla rispettiva classifica, la migliore prima classificata incontrerà la quarta migliore seconda classificata, la seconda miglior prima classificata incontrerà la terza miglior seconda classificata e così via a incrocio. La quarta miglior prima classificata incontrerà la prima miglior seconda classificata. Eseguiti i relativi accoppiamenti le squadre si incontreranno tra di loro in gara unica ad eliminazione diretta. In caso di parità al termine dei tempi regolamentari, per determinare la squadra vincente si procederà all’esecuzione dei calci di rigore, secondo le modalità dell’I.F.A.B. Nelle decisioni relative alla regola 10.3 del Regolamento Giuoco Calcio.

### Quarti di finale
Saranno ammesse ai quarti di finale le otto squadre vincenti. Gli accoppiamenti dei quarti di finale, nominate quattro teste di serie in base al palmares e a giudizio insindacabile della società organizzatrice del torneo, saranno determinati per sorteggio formando così i gruppi 1 e 2. Le squadre si incontreranno fra loro in gara unica a eliminazione diretta. In caso di parità di punteggio al termine dei tempi regolamentari, si dovrà procedere all’esecuzione dei calci di rigore secondo le modalità dell’I.F.A.B., nelle decisioni relative alla regola 10.3 del Regolamento Giuoco Calcio.

### Semifinali
Le squadre vincenti del gruppo 1 e quelle vincenti del gruppo 2 saranno accoppiate fra loro e disputeranno le semifinali con le modalità previste per i Quarti di Finale. In caso di parità di punteggio al termine dei tempi regolamentari, si dovrà procedere all’esecuzione dei rigori secondo le modalità dell’I.F.A.B., nelle decisioni relative alla regola 10.3 del Regolamento Giuoco Calcio.

### Finale
Le vincenti delle due semifinali disputeranno la finale. In caso di parità dopo i tempi regolamentari si disputeranno due tempi supplementari di 15 (quindici) minuti ciascuno; se dopo i due tempi supplementari dovesse sussistere ancora la parità, si procederà al tiro alternato dei calci di rigore fino alla determinazione della squadra vincente con le modalità previste nella fase precedente.

## Fase a gironi
Fonte:

### Gruppo A

#### Girone 1
| Squadra         | P.ti | G | V | P | S | GF | GS | DR  |
| --------------- | ---- | - | - | - | - | -- | -- | --- |
| Sassuolo        | 7    | 3 | 2 | 1 | 0 | 23 | 2  | +21 |
| Bologna         | 7    | 3 | 2 | 1 | 0 | 21 | 2  | +19 |
| Don Torcuato    | 3    | 3 | 1 | 0 | 2 | 2  | 19 | -17 |
| APIA Leichhardt | 0    | 3 | 0 | 0 | 3 | 0  | 23 | -23 |

| Arbitro: | Bagni (Prato) |

|                                                                                                 |           |  |
| Mazia 14’, 22’, 58’ Anatriello 19’, 50’, 60’ Dimitrijević 54’ D’Almeida 73’, 76’ Omoregie 90+1’ | Marcatori |  |

| Arbitro: | Ferrara (Piombino) |

| |           |  |
| Lombardo 9’ Semeraro 26’ Sighinolfi 29’, 80’ (rig.) Kumi 42’ Lolli 45’ Cinquegrano 58’ Marino 65’ (aut.) Baldari 70’, 88’ | Marcatori |  |

| Arbitro: | Poggianti (Livorno) |

|                |           |                    |
| Mazia 35’, 52’ | Marcatori | 38’, 88’ Cannavaro |

| Arbitro: | Giacomelli (Pisa) |

|  |           |                            |
|  | Marcatori | 43’ Cassinelli 90’ Caceres |

| Arbitro: | Giannini (Pontedera) |

|                                                                                  |           |  |
| Anatriello 14’, 22’, 77’, 89’ Mazia 34’ (rig.), 72’, 79’, 90+3’ Dimitrijevic 61’ | Marcatori |  |

| Arbitro: | Guiducci (Firenze) |

|  |           | |
|  | Marcatori | 20’ Baldari 29’ Loporcaro 31’ Foresta 50’, 53’, 67’, 72’ Bruno 70’, 75’, 81’ Sasanelli 84’ Henriksen |

#### Girone 2
| Squadra            | P.ti | G | V | P | S | GF | GS | DR |
| ------------------ | ---- | - | - | - | - | -- | -- | -- |
| Milan              | 7    | 3 | 2 | 1 | 0 | 11 | 5  | +6 |
| Carrarese          | 7    | 3 | 2 | 1 | 0 | 7  | 4  | +3 |
| Parma              | 3    | 3 | 1 | 0 | 2 | 4  | 5  | -1 |
| Westchester United | 0    | 3 | 0 | 0 | 3 | 3  | 11 | -8 |

| Arbitro: | Rinaldi (Empoli) |

|                                                            |           |                    |
| Chiesurin 2’ Boni 33’, 63’ Anane 68’, 76’ Montalbano 90+1’ | Marcatori | Gjonbalaj 24’, 37’ |

| Arbitro: | L. Cravini (Livorno) |

|             |           |                              |
| Thioune 54’ | Marcatori | 37’ Bertozzi 90+3’ Tognocchi |

| Arbitro: | Corti (Prato) |

|                            |           |  |
| Montalbano 27’ Marrone 90’ | Marcatori |  |

| Arbitro: | D'Orta (Pisa) |

|  |           |                           |
|  | Marcatori | 56’ Bologna 78’ Tognocchi |

| Arbitro: | Bulletti (Pistoia) |

|                                   |           |                                             |
| Anane 26’ Boni 50’ Montalbano 89’ | Marcatori | 52’ Nazzaro 72’ Grasso 81’ (aut.) Di Maggio |

| Arbitro: | Sorvillo (Piombino) |

|            |           |                                     |
| Baffour 4’ | Marcatori | 50’ Gandelli 52’ Brunani 62’ Borgia |

#### Girone 3
| Squadra                   | P.ti | G | V | P | S | GF | GS | DR  |
| ------------------------- | ---- | - | - | - | - | -- | -- | --- |
| Genoa                     | 7    | 3 | 2 | 1 | 0 | 16 | 6  | +10 |
| SPAL                      | 5    | 3 | 1 | 2 | 0 | 11 | 4  | +7  |
| Pontedera                 | 4    | 3 | 1 | 1 | 1 | 4  | 7  | -3  |
| United Youth Soccer Stars | 0    | 3 | 0 | 0 | 3 | 0  | 14 | -14 |

| Arbitro: | Di Legge (Pisa) |

|                                               |           |  |
| Mele 24’ Korè 25’ Lipani 51’ Rimondo 63’, 68’ | Marcatori |  |

| Pontedera 16 marzo 2022, ore 15:00 CET 1ª giornata | SPAL             | 0 – 0 referto | Pontedera | Stadio Ettore Mannucci\| Arbitro: \| Serra (Grosseto) \| |
| Arbitro:                                           | Serra (Grosseto) |               |           |                                                          |

| Arbitro: | Castorina (Lucca) |

|                                                 |           |                                                         |
| Rimando 30’ Fini 34’ Mendes 37’ Gagliardi 45+2’ | Marcatori | 2’ D'uffizzi 29’ (rig.) Puletto 49’ Semenza 57’ Puletto |

| Arbitro: | Calise (Piombino) |

|  |           |                         |
|  | Marcatori | 21’, 33’ (rig.) Casadio |

| Arbitro: | Giusti (Livorno) |

|                                                                         |           |                          |
| Vassallo 2’ Lipani 9’, 25’, 40’ Manfredonia 21’ Fini 30’ Bornosuzov 86’ | Marcatori | 52’ Faye 90+3’ Guerrucci |

| Arbitro: | Bo (Livorno) |

|                                                                                         |           |  |
| D'Uffizi 4’ Semenza 26’ Salaia 34’ Puletto 40’ Martini 42’ Bicki Bekem 56’ Imputato 77’ | Marcatori |  |

### Gruppo B

#### Girone 4
| Squadra          | P.ti | G | V | P | S | GF | GS | DR  |
| ---------------- | ---- | - | - | - | - | -- | -- | --- |
| Inter            | 7    | 3 | 2 | 1 | 0 | 14 | 3  | +11 |
| Empoli           | 7    | 3 | 2 | 1 | 0 | 12 | 7  | +5  |
| Pistoiese        | 3    | 3 | 1 | 0 | 2 | 5  | 12 | -7  |
| Jóvenes Promesas | 0    | 3 | 0 | 0 | 3 | 2  | 11 | -9  |

| Arbitro: | Baldasseroni (Pistoia) |

|                                                                            |           |  |
| Esposito 28’ Polverifiani 47’ (aut.) Komate 79’, 90’ Curatolo 90+1’ (rig.) | Marcatori |  |

| Arbitro: | Nafra (Valdarno) |

|                                                      |           |                                       |
| Cappelli 10’ Heimisson 19’, 53’ Regoli 43’ Menga 63’ | Marcatori | 60’ (rig.) Seghi 65’ Cellai 68’ Conti |

| Arbitro: | Raciti (Siena) |

|                      |           |                                     |
| Sarr 11’, 45+1’, 51’ | Marcatori | 33’ Menga 37’ Ekong 90+3’ Bucchioni |

| Arbitro: | Sbardellati (Arezzo) |

|             |           |                               |
| Zammito 48’ | Marcatori | 82’ (rig.) Seghi 85’ Niccolai |

| Arbitro: | Fatticcioni (Carrara) |

|                                                            |           |  |
| Owusu 36’ Clerici 39’ Motti 49’ Sarr 65’ Curatolo 84’, 90’ | Marcatori |  |

| Arbitro: | Mascelloni (Grosseto) |

|             |           |                                             |
| Zammito 90’ | Marcatori | 16’ Renzi 27’ (rig.), 30’ Sodero 90+3’ Fini |

#### Girone 5
| Squadra              | P.ti | G | V | P | S | GF | GS | DR |
| -------------------- | ---- | - | - | - | - | -- | -- | -- |
| Alex Transfiguration | 7    | 3 | 2 | 1 | 0 | 9  | 4  | +5 |
| Fiorentina           | 6    | 3 | 2 | 0 | 1 | 7  | 7  | 0  |
| Pisa                 | 3    | 3 | 1 | 0 | 2 | 7  | 4  | +3 |
| Monterosi Tuscia     | 1    | 3 | 0 | 1 | 2 | 1  | 9  | -8 |

| Arbitro: | Lachi (Siena) |

|               |           |                                                                      |
| Sene 63’, 86’ | Marcatori | 28’, 68’ (rig.) Lanre 33’, 71’ Ogonna 46’ Ebenezer 49’ (aut.) Cellai |

| Arbitro: | Boeddu (Prato) |

|                                                            |           |  |
| Toth 11’ Fischer 54’ Cecilia 58’ Coulibaly 59’, 71’ (rig.) | Marcatori |  |

| Arbitro: | Pascali (Pistoia) |

|                      |           |               |
| Sene 11’ Denes 90+1’ | Marcatori | 14’ Coulibaly |

| Arbitro: | Monti (Firenze) |

|            |           |                |
| Sallau 76’ | Marcatori | 68’ Fiaschetti |

| Arbitro: | Buchignani (Livorno) |

|                                   |           |  |
| Aprili 21’ Macchi 33’ Farneti 41’ | Marcatori |  |

| Arbitro: | Colombi (Livorno) |

|                         |           |           |
| Lanre 41’ Onyebuchi 81’ | Marcatori | 6’ Stanic |

#### Girone 6
| Squadra                 | P.ti | G | V | P | S | GF | GS | DR |
| ----------------------- | ---- | - | - | - | - | -- | -- | -- |
| Atalanta                | 9    | 3 | 3 | 0 | 0 | 10 | 4  | +6 |
| Rappresentativa Serie D | 6    | 3 | 2 | 0 | 1 | 3  | 2  | +1 |
| Siena                   | 3    | 3 | 1 | 0 | 2 | 3  | 3  | 0  |
| Garden City Panthers    | 0    | 3 | 0 | 0 | 3 | 4  | 11 | -7 |

| Arbitro: | Solito (Piombino) |

|                               |           |  |
| Prevedello 17’ Bevilacqua 87’ | Marcatori |  |

| Arbitro: | Latini (Empoli) |

|                           |           |  |
| Vavassori 58’ Ferrara 68’ | Marcatori |  |

| Arbitro: | Zmau (Prato) |

|  |           |                                   |
|  | Marcatori | 25’ Vavassori 89’ (rig.) Roaldsoy |

| Arbitro: | Bo (Livorno) |

|           |           |                   |
| Osita 45’ | Marcatori | 19’ (rig.) Alessi |

| Arbitro: | Galligani (Pistoia) |

|                |           |  |
| Bevilacqua 39’ | Marcatori |  |

| Arbitro: | Mancino (Pisa) |

|                                          |           |                                                    |
| Nnochiri 19’, 26’ Osita 45+1’ Hanson 60’ | Marcatori | 15’, 41’, 56’ Bertini 58’ (rig.), 71’, 90’ Stabile |

## Fase a eliminazione diretta
|  | Ottavi di finale        | Ottavi di finale        | Ottavi di finale           |                            |                      | Quarti di finale     | Quarti di finale | Quarti di finale |  |  | Semifinali | Semifinali | Semifinali |  |  | Finale | Finale | Finale |  |
|  |                         |                         |                            |                            |                      |                      |                  |                  |  |  |            |            |            |  |  |        |        |        |  |
|  | Inter                   | Inter                   | 8                          |                            |                      |                      |                  |                  |  |  |            |            |            |  |  |        |        |        |  |
|  | Inter                   | Inter                   | 8                          |                            |                      |                      |                  |                  |  |  |            |            |            |  |  |        |        |        |  |
|  | Pontedera               | Pontedera               | 0                          |                            |                      |                      |                  |                  |  |  |            |            |            |  |  |        |        |        |  |
|  | Pontedera               | Pontedera               | 0                          |                            | Inter                | Inter                | 3                |                  |  |  |            |            |            |  |  |        |        |        |  |
|  |                         |                         |                            |                            | Inter                | Inter                | 3                |                  |  |  |            |            |            |  |  |        |        |        |  |
|  |                         |                         | Empoli                     | Empoli                     | 5                    |                      |                  |                  |  |  |            |            |            |  |  |        |        |        |  |
|  | Empoli                  | Empoli                  | Empoli                     | Empoli                     | 5                    | 4                    |                  |                  |  |  |            |            |            |  |  |        |        |        |  |
|  | Empoli                  | Empoli                  |                            |                            |                      |                      |                  |                  |  |  |            |            |            |  |  |        |        |        |  |
|  | Carrarese               | Carrarese               | 0                          |                            |                      |                      |                  |                  |  |  |            |            |            |  |  |        |        |        |  |
|  | Carrarese               | Carrarese               | 0                          |                            | Empoli               | Empoli               | 1 (3)            |                  |  |  |            |            |            |  |  |        |        |        |  |
|  |                         |                         |                            |                            |                      |                      |                  |                  |  |  |            |            |            |  |  |        |        |        |  |
|  |                         |                         | Alex Transfiguration (dtr) | Alex Transfiguration (dtr) | 1 (4)                |                      |                  |                  |  |  |            |            |            |  |  |        |        |        |  |
|  | Bologna                 | Bologna                 | Alex Transfiguration (dtr) | Alex Transfiguration (dtr) | 1 (4)                | 4                    |                  |                  |  |  |            |            |            |  |  |        |        |        |  |
|  | Bologna                 | Bologna                 |                            |                            |                      |                      |                  |                  |  |  |            |            |            |  |  |        |        |        |  |
|  | Rappresentativa Serie D | Rappresentativa Serie D | 0                          |                            |                      |                      |                  |                  |  |  |            |            |            |  |  |        |        |        |  |
|  | Rappresentativa Serie D | Rappresentativa Serie D | 0                          |                            | Bologna              | Bologna              | 0                |                  |  |  |            |            |            |  |  |        |        |        |  |
|  |                         |                         |                            |                            | Bologna              | Bologna              | 0                |                  |  |  |            |            |            |  |  |        |        |        |  |
|  |                         |                         | Alex Transfiguration       | Alex Transfiguration       | 4                    |                      |                  |                  |  |  |            |            |            |  |  |        |        |        |  |
|  | Alex Transfiguration    | Alex Transfiguration    | Alex Transfiguration       | Alex Transfiguration       | 4                    | 3                    |                  |                  |  |  |            |            |            |  |  |        |        |        |  |
|  | Alex Transfiguration    | Alex Transfiguration    |                            |                            |                      |                      |                  |                  |  |  |            |            |            |  |  |        |        |        |  |
|  | SPAL                    | SPAL                    | 2                          |                            |                      |                      |                  |                  |  |  |            |            |            |  |  |        |        |        |  |
|  | SPAL                    | SPAL                    | 2                          |                            | Alex Transfiguration | Alex Transfiguration | 0 (3)            |                  |  |  |            |            |            |  |  |        |        |        |  |
|  |                         |                         |                            |                            |                      |                      |                  |                  |  |  |            |            |            |  |  |        |        |        |  |
|  |                         |                         | Sassuolo (dtr)             | Sassuolo (dtr)             | 0 (5)                |                      |                  |                  |  |  |            |            |            |  |  |        |        |        |  |
|  | Milan                   | Milan                   | Sassuolo (dtr)             | Sassuolo (dtr)             | 0 (5)                | 0                    |                  |                  |  |  |            |            |            |  |  |        |        |        |  |
|  | Milan                   | Milan                   |                            |                            |                      |                      |                  |                  |  |  |            |            |            |  |  |        |        |        |  |
|  | Fiorentina              | Fiorentina              | 2                          |                            |                      |                      |                  |                  |  |  |            |            |            |  |  |        |        |        |  |
|  | Fiorentina              | Fiorentina              | 2                          |                            | Fiorentina           | Fiorentina           | 1                |                  |  |  |            |            |            |  |  |        |        |        |  |
|  |                         |                         |                            |                            | Fiorentina           | Fiorentina           | 1                |                  |  |  |            |            |            |  |  |        |        |        |  |
|  |                         |                         | Sassuolo                   | Sassuolo                   | 2                    |                      |                  |                  |  |  |            |            |            |  |  |        |        |        |  |
|  | Sassuolo                | Sassuolo                | Sassuolo                   | Sassuolo                   | 2                    | 2                    |                  |                  |  |  |            |            |            |  |  |        |        |        |  |
|  | Sassuolo                | Sassuolo                |                            |                            |                      |                      |                  |                  |  |  |            |            |            |  |  |        |        |        |  |
|  | Siena                   | Siena                   | 0                          |                            |                      |                      |                  |                  |  |  |            |            |            |  |  |        |        |        |  |
|  | Siena                   | Siena                   | 0                          |                            | Sassuolo             | Sassuolo             | 3                |                  |  |  |            |            |            |  |  |        |        |        |  |
|  |                         |                         |                            |                            |                      |                      |                  |                  |  |  |            |            |            |  |  |        |        |        |  |
|  |                         |                         | Atalanta                   | Atalanta                   | 0                    |                      |                  |                  |  |  |            |            |            |  |  |        |        |        |  |
|  | Genoa (dtr)             | Genoa (dtr)             | Atalanta                   | Atalanta                   | 0                    | 2 (5)                |                  |                  |  |  |            |            |            |  |  |        |        |        |  |
|  | Genoa (dtr)             | Genoa (dtr)             |                            |                            |                      |                      |                  |                  |  |  |            |            |            |  |  |        |        |        |  |
|  | Pisa                    | Pisa                    | 2 (4)                      |                            |                      |                      |                  |                  |  |  |            |            |            |  |  |        |        |        |  |
|  | Pisa                    | Pisa                    | 2 (4)                      |                            | Genoa                | Genoa                | 1                |                  |  |  |            |            |            |  |  |        |        |        |  |
|  |                         |                         |                            |                            | Genoa                | Genoa                | 1                |                  |  |  |            |            |            |  |  |        |        |        |  |
|  |                         |                         | Atalanta                   | Atalanta                   | 2                    |                      |                  |                  |  |  |            |            |            |  |  |        |        |        |  |
|  | Atalanta                | Atalanta                | Atalanta                   | Atalanta                   | 2                    | 4                    |                  |                  |  |  |            |            |            |  |  |        |        |        |  |
|  | Atalanta                | Atalanta                |                            |                            |                      |                      |                  |                  |  |  |            |            |            |  |  |        |        |        |  |
|  | Parma                   | Parma                   | 1                          |                            |                      |                      |                  |                  |  |  |            |            |            |  |  |        |        |        |  |

### Ottavi di finale
| Squadra 1            | Risultato       | Squadra 2               |
| -------------------- | --------------- | ----------------------- |
| Inter                | 8 - 0           | Pontedera               |
| Empoli               | 4 - 0           | Carrarese               |
| Bologna              | 4 - 0           | Rappresentativa Serie D |
| Alex Transfiguration | 3 - 2           | SPAL                    |
| Milan                | 0 - 2           | Fiorentina              |
| Sassuolo             | 2 - 0           | Siena                   |
| Genoa                | 2 - 2 (5-4 dtr) | Pisa                    |
| Atalanta             | 4 - 1           | Parma                   |

| Arbitro: | Artini (Firenze) |

|                                                                                      |           |  |
| Stabile 20’ Owusu 23’ Perin 25’ Peretti 32’ Esposito 50’ Ronco 57’ Curatolo 75’, 80’ | Marcatori |  |

| Arbitro: | Borriello (Pontedera) |

|                                                |           |  |
| Renzi 19’ Sodero 29’ Panicucci 56’ Bonassi 63’ | Marcatori |  |

| Arbitro: | Martini (Arezzo) |

|                                   |           |  |
| Mazia 12’, 61’, 80’ Schiavoni 53’ | Marcatori |  |

| Arbitro: | Mazzi (Prato) |

|                                          |           |                           |
| Obasi 13’ Lanre 20’ (rig.) Onyebuchi 24’ | Marcatori | 72’ Breit 87’ Bicki Bekem |

| Arbitro: | Giovanili (Arezzo) |

|  |           |                        |
|  | Marcatori | 55’ Falconi 80’ Aprili |

| Arbitro: | Biagini (Lucca) |

|                            |           |  |
| Sighinolfi 36’ Martini 78’ | Marcatori |  |

| Arbitro: | Chisari (Livorno) |

|                                   |                      |                                             |
| Gagliardi 32’ Rimondo 49’         | Marcatori            | 20’, 58’ Stanic                             |
| Mosole Lipani Biaggi Scimone Fini | Tiri di rigore 3 – 2 | Signorini Fischer T. Coulibaly Zhupa Stanic |

| Arbitro: | Ferri Gori (Arezzo) |

|                                                |           |                  |
| Stabile 14’ Palestra 26’ Brunani 52’ Fisic 57’ | Marcatori | 31’ (aut.) Torri |

### Quarti di finale
| Squadra 1  | Risultato | Squadra 2            |
| ---------- | --------- | -------------------- |
| Inter      | 3 - 5     | Empoli               |
| Bologna    | 0 - 4     | Alex Transfiguration |
| Fiorentina | 1 - 2     | Sassuolo             |
| Genoa      | 1 - 2     | Atalanta             |

| Arbitro: | Pianigiani (Siena) |

|                            |           |                                                             |
| Sarr 46’, 49’ Uberti 90+2’ | Marcatori | 16’ Sodero 35’ Fini 38’ Panicucci 76’ Guadalupo 90+3’ Ekong |

| Arbitro: | Cremoni (Pisa) |

|  |           |                                                             |
|  | Marcatori | 21’ Ogundana 59’ Obasi 61’ (aut.) Panzacchi 73’ Akinsanmiro |

| Arbitro: | Ogliormino (Piombino) |

|          |           |                            |
| Sene 16’ | Marcatori | 45+1’ Ferrara 50’ Zafferri |

| Arbitro: | Menta (Piombino) |

|                |           |                           |
| Bornosuzov 66’ | Marcatori | 56’ Vavassori 63’ Stabile |

### Semifinali
| Squadra 1 | Risultato       | Squadra 2            |
| --------- | --------------- | -------------------- |
| Empoli    | 1 - 1 (3-4 dtr) | Alex Transfiguration |
| Sassuolo  | 3 - 0           | Atalanta             |

| Arbitro: | Norci (Arezzo) |

|                                              |                      |                                           |
| Kljun 65’                                    | Marcatori            | 49’ Akinsanmiro                           |
| Sabbatasso Cappelli Baggiani Guadalupo Kljun | Tiri di rigore 3 – 4 | Akinsanmiro Okoro Moshood Ezekiel Oyedele |

| Arbitro: | Giovannini (Prato) |

|                                               |           |  |
| Leone 27’ (rig.) Ferrara 32’ (rig.) Bruno 78’ | Marcatori |  |

### Finale
| Squadra 1            | Risultato       | Squadra 2 |
| -------------------- | --------------- | --------- |
| Alex Transfiguration | 0 - 0 (3-5 dtr) | Sassuolo  |

| Arbitro: | Meraviglia (Pistoia) |

|                                   |                      |                                          |
| Akinsanmiro Ahmed Moshood Ezekiel | Tiri di rigore 3 – 5 | Loeffen Toure Sighinolfi Sasanelli Leone |
| Ibe                               | Allenatori           | Cascione                                 |

## Classifica marcatori
| Gol | Rigori |  | Giocatore               | Squadra  |
| --- | ------ |  | ----------------------- | -------- |
| 12  | 3      |  | Andrea Mazia            | Bologna  |
| 7   |        |  | Gennaro Anatriello      | Bologna  |
| 6   |        |  | Amadou Makhtarlayi Sarr | Inter    |
| 5   |        |  | Kevin Bruno             | Sassuolo |
| 5   | 2      |  | Davide Pio Stabile      | Atalanta |
| 5   | 1      |  | Dennis Curatolo         | Inter    |

## Premi
- 12º Premio "Golden Boy":  Ayomide Ogungbe (Alex Transfiguration)
- Premio "Mauro Bellugi" al miglior difensore del torneo:  Emmanuel Lekan Oyedele (Alex Transfiguration)
- Premio "Gianluca Signorini" al miglior difensore della finale:  Seb Loeffen (Sassuolo)
- Premio "Sergio Vatta" all'allenatore della squadra vincitrice:  Emmanuel Cascione (Sassuolo)